# Lotononis platycarpa
Lotononis platycarpa là một loài thực vật có hoa trong họ Đậu. Loài này được (Viv.) Pic.Serm. miêu tả khoa học đầu tiên.